# 朱塞平娜·图法诺
朱塞平娜·图法诺（義大利語：Giuseppina Tufano，1965年6月19日—），意大利篮球运动员。她曾代表意大利参加1992年和1996年夏季奥林匹克运动会篮球比赛，两届比赛均获得第八名。